# Andrena dentata
Andrena dentata är en biart som beskrevs av Smith 1879. Andrena dentata ingår i släktet sandbin, och familjen grävbin. Inga underarter finns listade i Catalogue of Life.